# Черепаха Мюленберґа
Черепаха Мюленберґа (Glyptemys muhlenbergii) — вид черепах з роду Американські водяні черепахи родини Прісноводні черепахи. Інша назва «болотяна черепаха». Отримала назву на честь американського вченого Генріха Мюленберґа.

## Опис

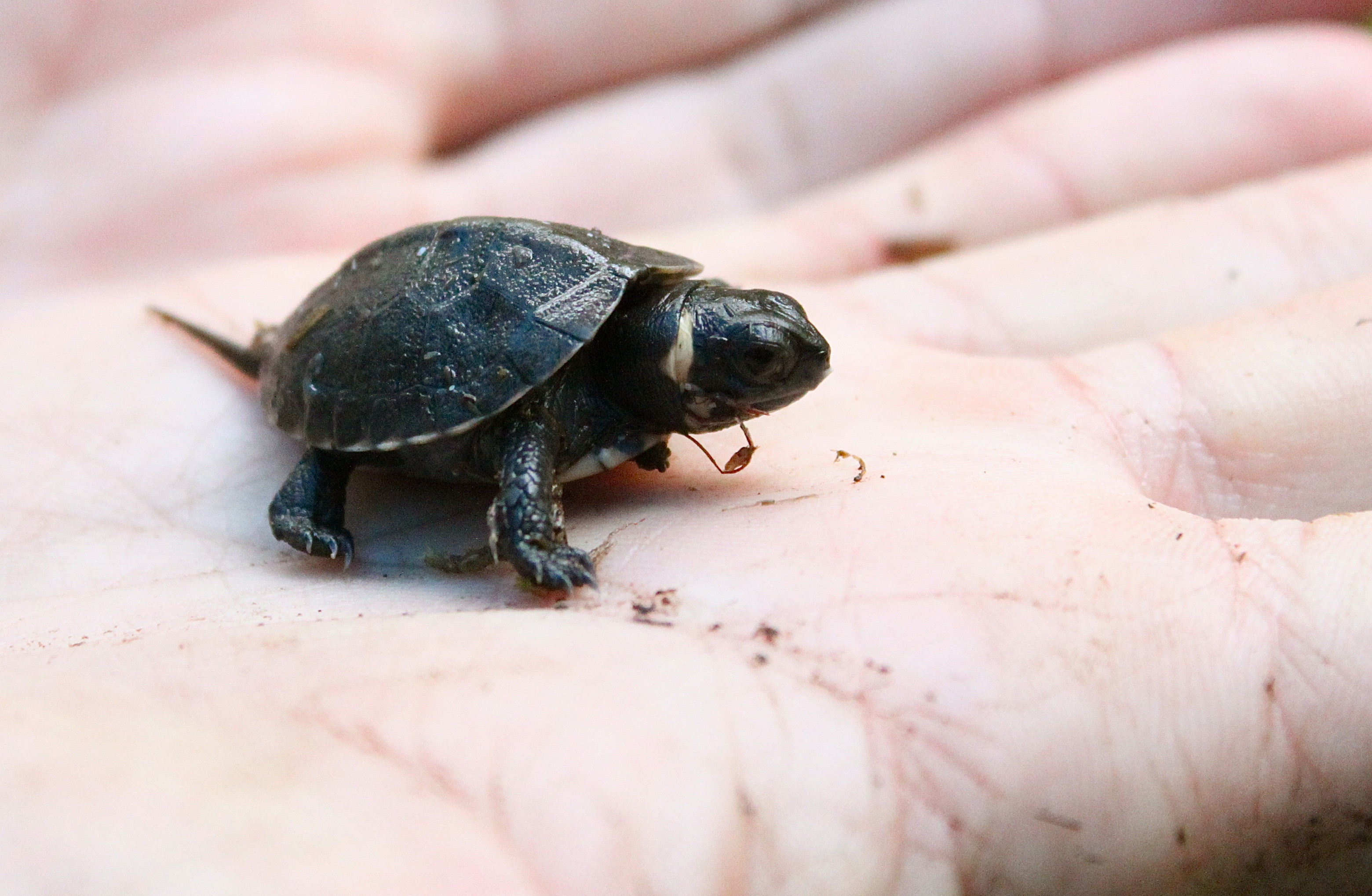
Маленька черепашка на долоні

Найменша з прісноводних черепах і найменша з черепах взагалі. Карапакс дорослої черепахи має довжину всього від 7,9 до 11,4 см. Щитки опуклі у молодих черепах і гладенькі у дорослих. У дорослої черепахи—самця пластрон має невелику западину, хвіст довгий та товстий, анальний отвір знаходиться порівняно далеко від краю панцира. У самиці пластрон плаский, хвіст тонше і коротше за самця, анальний отвір знаходиться поряд з краєм карапаксу.
Забарвлення карапаксу може бути коричневим або чорним зі світлими лініями, що розходяться радіусами по щиткам. Голова, шия й кінцівки темно—коричневі з плямами червоного чи жовтого кольору. Іноді на шиї можна бачити яскраву пляму або смугу червонувато—помаранчевого або жовтого кольору. Пластрон також коричневий або чорний з жовтими плямами на середньому щитку.

## Спосіб життя
Полюбляє болота, річки, струмки, вологі місцини, луки. Зустрічається на висоті до 1300 м над рівнем моря. Активна вдень. У прохолодні дні черепахи гріються на сонці, вийшовши з води і розташувавшись де-небудь у безпечному місці — на мілині, на низько навислих стовбурах дерев чи на камінні. У спекотну погоду вони стають млявими й ховаються в густій рослинності або в норі з моху—сфагнуму. Взимку вони впадають у сплячку і зариваються в мул на дні неглибоких водойм, причому кожного разу зимують в одному і тому ж місці.
Харчується жабами, молодими саламандрами, комахами, равликами, слимаками, хробаками, насінням, зеленими частинами рослин, ягодами, падлом.
Статева зрілість настає у 4—10 років. Парування відбувається у березні—травні. Яскрава пляма на голові служить черепахам хорошим розпізнавальним знаком. Під час ритуалу залицяння самець кусає самицю за голову, лапи і панцир. Коли він, нарешті підіймається самиці на панцир, він починає тарабанити своїм пластроном по її карапаксу, ритмічно піднімаючись і опускаючись. Парування триває від 5 до 20 хвилин.
Самиця відкладає яйця з середини травня до початку червня, більшість яєць відкладаються у червні. Під час пошуку відповідного місця для гнізда самка забирається на пагорб, весь час залишаючись неподалік від води. Вона віддає перевагу мілководним струмкам з мулистим, піщаним або замшілим дном. Воліє відкладати яйця вночі. У єдиний за рік кладці буває від 1 до 6 яєць. Яйця довгастої форми, білі, довжиною близько 3 см. Період інкубації триває від 45 до 65 днів. Новонароджені черепашенята досягають 21,1—28,5 мм.
Тривалість життя сягає 40 років.

## Розповсюдження
Досить нечисленний вид, що зустрічається на сході США. Відомі дві більш-менш великі популяції в східній частині штату Нью-Йорк, на заході Массачусетсу, південному сході Пенсільванії, Нью-Джерсі до півночі Меріленда та Делавер, а також на півдні країни — у високогірних районах від півдня Вірджінії, заходу Північної Кароліни і сходу Теннессі до самого північного сходу Джорджії.